# Dylan Fletcher
Dylan Fletcher (Hammersmith, 3 april 1988) is een Brits zeiler.
Fletcher werd samen met Stuart Bithell in 2017 wereldkampioen en wonnen tijdens de Olympische Zomerspelen 2020 de gouden medaille medaille.

## Resultaten

### Wereldkampioenschappen
| Jaar | Plaats         | Resultaten |
| ---- | -------------- | ---------- |
| 2007 | Cascais        | 33e 49er   |
| 2008 | Melbourne      | 45e 49er   |
| 2009 | Riva del Garda | 13e 49er   |
| 2010 | Freeport       | 5e 49er    |
| 2011 | Perth          | 17e 49er   |
| 2013 | Marseille      | 4e 49er    |
| 2014 | Santander      | 54e 49er   |
| 2015 | Buenos Aires   | 10e 49er   |
| 2016 | Clearwater     | 49er       |
| 2017 | Matosinhos     | 49er       |
| 2018 | Aarhus         | 6e 49er    |
| 2019 | Auckland       | 49er       |
| 2020 | Geelong        | 8e 49er    |

### Olympische Zomerspelen
| Jaar | Plaats         | Resultaten |
| ---- | -------------- | ---------- |
| 2016 | Rio de Janeiro | 6e 49er    |
| 2021 | Tokio          | 49er       |

2000: Jyrki Järvi / Thomas Johanson ·
2004: Xabier Fernández / Iker Martínez ·
2008: Martin Kirketerp / Jonas Warrer ·
2012: Iain Jensen / Nathan Outteridge ·
2016: Peter Burling / Blair Tuke ·
2020: Dylan Fletcher / Stuart Bithell ·
2024: Diego Botín / Florián Trittel